# Wahlkreis Cumbernauld and Kilsyth (Schottisches Parlament)
| Cumbernauld and Kilsyth                    |
| ------------------------------------------ |
| Cumbernauld and Kilsyth · Central Scotland |
| Gebildet                                   |
| 1999                                       |
| Abgeordneter                               |
| Jamie Hepburn (SNP)                        |
| Regionen                                   |
| North Lanarkshire                          |

Cumbernauld and Kilsyth ist ein Wahlkreis für das Schottische Parlament. Er wurde 1999 als einer von zehn Wahlkreisen der Wahlregion Central Scotland eingeführt und besteht seitdem unverändert. Cumbernauld and Kilsyth ist einer von fünf Wahlkreisen innerhalb der Council Area North Lanarkshire. Die namengebenden Städte Cumbernauld und Kilsyth sind die größten Städte innerhalb seiner Grenzen. Der Wahlkreis entsendet einen Abgeordneten.
Der Wahlkreis erstreckt sich über eine Fläche von 109,7 km2. Im Jahre 2020 lebten 64.024 Personen innerhalb seiner Grenzen.

## Wahlergebnisse

### Parlamentswahl 1999
| Ergebnisse der Parlamentswahl 1999 | Ergebnisse der Parlamentswahl 1999 | Ergebnisse der Parlamentswahl 1999 | Ergebnisse der Parlamentswahl 1999 |
| Partei                             | Kandidat                           | Stimmen                            | %                                  |
| ---------------------------------- | ---------------------------------- | ---------------------------------- | ---------------------------------- |
| Labour                             | Cathie Craigie                     | 15.118                             | 49,6                               |
| SNP                                | Andrew Wilson                      | 10.923                             | 35,7                               |
| Liberal Democrats                  | Hugh O’Donnell                     | 2029                               | 6,6                                |
| Conservative                       | Robin Slack                        | 1362                               | 4,5                                |
| Socialist                          | Kenny McEwan                       | 1116                               | 3,6                                |
| Wahlbeteiligung: 30.612 (61,33 %)  |                                    |                                    |                                    |

### Parlamentswahl 2003
| Ergebnisse der Parlamentswahl 2003 | Ergebnisse der Parlamentswahl 2003 | Ergebnisse der Parlamentswahl 2003 | Ergebnisse der Parlamentswahl 2003 | Ergebnisse der Parlamentswahl 2003 |
| Partei                             | Kandidat                           | Stimmen                            | %                                  | ±                                  |
| ---------------------------------- | ---------------------------------- | ---------------------------------- | ---------------------------------- | ---------------------------------- |
| Labour                             | Cathie Craigie                     | 10.146                             | 41,6                               | −8,0                               |
| SNP                                | Andrew Wilson                      | 9626                               | 39,4                               | +3,7                               |
| Socialist                          | Kenny McEwan                       | 1823                               | 7,5                                | +3,9                               |
| Liberal Democrats                  | Hugh O’Donnell                     | 1264                               | 5,2                                | −1,4                               |
| Conservative                       | Margaret McCulloch                 | 978                                | 4,0                                | −0,5                               |
| Parteilos                          | Christopher Donohue                | 567                                | 2,3                                | +2,3                               |
| Wahlbeteiligung: 24.404 (50,14 %)  |                                    |                                    |                                    |                                    |

### Parlamentswahl 2007
| Ergebnisse der Parlamentswahl 2007 | Ergebnisse der Parlamentswahl 2007 | Ergebnisse der Parlamentswahl 2007 | Ergebnisse der Parlamentswahl 2007 | Ergebnisse der Parlamentswahl 2007 |
| Partei                             | Kandidat                           | Stimmen                            | %                                  | ±                                  |
| ---------------------------------- | ---------------------------------- | ---------------------------------- | ---------------------------------- | ---------------------------------- |
| Labour                             | Cathie Craigie                     | 12.672                             | 48,0                               | +6,4                               |
| SNP                                | Jamie Hepburn                      | 10.593                             | 40,2                               | +0,8                               |
| Liberal Democrats                  | Hugh O’Donnell                     | 1670                               | 6,3                                | +1,1                               |
| Conservative                       | Anne Harding                       | 1447                               | 5,5                                | +1,5                               |
| Wahlbeteiligung: 26.382 (53,63 %)  |                                    |                                    |                                    |                                    |

### Parlamentswahl 2011
| Ergebnisse der Parlamentswahl 2011 | Ergebnisse der Parlamentswahl 2011 | Ergebnisse der Parlamentswahl 2011 | Ergebnisse der Parlamentswahl 2011 | Ergebnisse der Parlamentswahl 2011 |
| Partei                             | Kandidat                           | Stimmen                            | %                                  | ±                                  |
| ---------------------------------- | ---------------------------------- | ---------------------------------- | ---------------------------------- | ---------------------------------- |
| SNP                                | Jamie Hepburn                      | 13.595                             | 53,8                               | +13,6                              |
| Labour                             | Cathie Craigie                     | 10.136                             | 40,1                               | −7,9                               |
| Conservative                       | James Boswell                      | 1156                               | 4,6                                | −0,9                               |
| Liberal Democrats                  | Martin Oliver                      | 367                                | 1,5                                | −4,8                               |
| Wahlbeteiligung: 25.254 (52,16 %)  |                                    |                                    |                                    |                                    |

### Parlamentswahl 2016
| Ergebnisse der Parlamentswahl 2016 | Ergebnisse der Parlamentswahl 2016 | Ergebnisse der Parlamentswahl 2016 | Ergebnisse der Parlamentswahl 2016 | Ergebnisse der Parlamentswahl 2016 |
| Partei                             | Kandidat                           | Stimmen                            | %                                  | ±                                  |
| ---------------------------------- | ---------------------------------- | ---------------------------------- | ---------------------------------- | ---------------------------------- |
| SNP                                | Jamie Hepburn                      | 17.015                             | 60,1                               | +6,3                               |
| Labour                             | Mark Griffin                       | 7.537                              | 26,6                               | −13,5                              |
| Conservative                       | Anthony Newman                     | 3.068                              | 10,8                               | +6,3                               |
| Liberal Democrats                  | Irene Lang                         | 688                                | 2,4                                | +1,0                               |
| Wahlbeteiligung: 28.308 (56,7 %)   |                                    |                                    |                                    |                                    |

### Parlamentswahl 2021
| Ergebnisse der Parlamentswahl 2021 | Ergebnisse der Parlamentswahl 2021 | Ergebnisse der Parlamentswahl 2021 | Ergebnisse der Parlamentswahl 2021 | Ergebnisse der Parlamentswahl 2021 |
| Partei                             | Kandidat                           | Stimmen                            | %                                  | ±                                  |
| ---------------------------------- | ---------------------------------- | ---------------------------------- | ---------------------------------- | ---------------------------------- |
| SNP                                | Jamie Hepburn                      | 19.633                             | 58,6                               | −1,5                               |
| Labour                             | Mark Griffin                       | 9.792                              | 29,2                               | +2,6                               |
| Conservative                       | Haroun Malik                       | 3.375                              | 10,1                               | −0,7                               |
| Liberal Democrats                  | Elaine Ford                        | 678                                | 2,0                                | −0,4                               |
| Wahlbeteiligung: 65 %              |                                    |                                    |                                    |                                    |